# تپه تنگ سفید آب
تپه تنگ سفید آب مربوط به پیش از اسلام - دوره صفوی است و در شهرستان آمل، دشت لار، شرق رودخانه سفید آب واقع شده و این اثر در تاریخ ۱ مهر ۱۳۸۲ با شمارهٔ ثبت ۱۰۳۵۵ به‌عنوان یکی از آثار ملی ایران به ثبت رسیده است.